# الاثنا عشرية في رد الصوفية (كتاب)
الاثناعشرية في الرد على الصوفية كتاب في ابطال الصوفية تأليف المحدث الشيعي محمد بن الحسن الحر العاملي

## المؤلف
أبو جعفر محمد بن الحسن بن علي الحر العاملي(8 رجب 1033 هـ / 1623 ـ 21 رمضان 1104 هـ / 1692) ، رجل دين وفقيه ومرجع ومُحدِّث إخباري ، يشتهر في الأوساط الشيعية بأسم " الحر العاملي" والعاملي نسبةً إلى جبل عامل ، وكذلك يشتهر بلقب "صاحب الوسائل" لتأليفه الكتاب الروائي تفصيل وسائل الشيعة إلى تحصيل مسائل الشريعة.
وقد لعب دورًا دينيًا مهمًا في الدولة الصفوية حيث تقلّد المناصب الدينية والقضائية ، فأصبح في فترةٍ ما قاضي قُضاة خراسان.
وهو من أبرز علماء المدرسة الأخبارية التي لها بعض المباني والمسلكيات في استنباط الأحكام الشرعية تختلف بها عن المدرسة الأصولية - التي ينتمي إليها الغالبية العظمى من علماء الشيعة -؛ حيث تعتدّ المدرسة الأخبارية بعلم الفقه وقواعده وحده ، بالإضافة لبعض الاختلافات الطفيفة في جوانب أخرى كعلم الرجال.

## سبب تأليف الكتاب
يقول العاملي :«لما رأيت كثيرا من ضعفاء الشيعة قد خرجوا عن طريق قدمائهم وأئمتهم في أحكام الشريعة وسلكوا مسالك أعدائهم المعاندين الذين تركوا الرجوع إليهم عليهم السلام في أحكام الدين، فابتدعوا لأنفسهم تسمية دينية فتسموا بالصوفية ولم ينتسبوا إلى النبي والأئمة عليهم السلام، الذين هم خير البرية، فاستلزم ذلك موافقة الاعتقاد والأعمال من هؤلاء الضعفاء لأولئك الأعداء الأشقياء حيث كانوا يغرون الناس بإظهار التقوى واستشعار الزهد في الدنيا زيادة عما كان يظهره الأئمة عليهم السلام من ذلك، وناهيك به دليلا عن فساد سلوك تلك المسالك ثم سألني بعض الأصحاب عن حديث في الترجيع وهو من جملة ما يتعلقون به من الشبهات، فألفت فيه رسالة تتضمن حل ما فيه من الإشكال وذكر جملة من التوجيهات وإبطال بعض ما يعتمدونه ويعتقدونه من التمويهات فلما وقف عليها جماعة من الأصحاب التمسوا مني تأليف رسالة في هذا الباب تتضمن كشف أكثر تلك الخيالات وإبطال ما زخرفوه من المحالات وإن كان أكثرهم لا يرجى منه الإقلاع ولا يتصور منه التوبة والارتداع لما أشربت قلوبهم من حب هذا الابتداع، لكن لينكشف ذلك لبعض أتباعهم ويمتنع باقي الشيعة حرسهم الله من أتباعهم ويوفقهم الله للإعراض عن الأغراض الدنية الدنيوية وينالوا السيادة بالسعادة والنشأة الأخرى الأخروية، فرأيت ذلك علي من أعظم الفروض الواجبة وحالت بيني وبينه العوائق المانعة والموانع الغالبة، ثم عاودني، فلم أجد بدا من الإجابة، فشرعت فيها راجيا من الله التوفيق للصواب والإصابة، وسميتها الرسالة الإثني عشرية في الرد على الصوفية»

## ابواب الكتاب
- في ابطال النسبة وذمها
- في ابطال التصوف وذمه
- في ابطال اعتقاد الحلول والاتحاد
- في ابطال الكشف الذي يدعونه
- في ابطال ما يعتقدونه من سقوط التكاليف الشرعية عند ذلك الكشف
- في ابطال ما يفعلونه من الجلوس في الشتاء وما ابتدعوه من الرياضة وترك اللحم
- في ابطال ما يجعلونه من أفضل العبادات من الفتل والسقوط على الأرض
- في ابطال ما يعتقدونه من أفضل العبادات أيضا من الرقص والصفق بالأيدي والصياح
- في اثبات ما يبطلونه ويمنعون منه من السعي على الرزق وطلب المعاش والتجمل ونحوها
- في تحريم ما يستحلونه ويعدونه عبادة من الغنا على وجه العموم والخصوص صورة كونه في القرآن والذكر
- في ابطال ما يفعلونه من الذكر الخفي والجلي على ما ابتدعوه	148
- في ابطال ما صار شعارا لهم من موالاة أعداء الله ومعاداة أولياء الله وفيه اثنا عشر فصلا :

1. في تحريم الاقتداء بأعداء الدين ومشابهتهم ومشاكلتهم
2. في تحريم الابتداع في الدين
3. في ذكر بعض مطاعن مشايخ الصوفية
4. في وجوب الامر بالمعروف والنهي عن المنكر
5. في تحريم ترك الامر بالمعروف والنهي عن المنكر
6. في وجوب المجادلة في الدين والمناظرة لبيان الحق
7. في وجوب جهاد النفس وأعداء الدين
8. في وجوب اجتناب معاشرة أهل البدع والمعاصي
9. في جواز لعن المبتدعين والمخالفين والبراءة منهم
10. في تحريم التعصب بالباطل
11. في عدم جواز حسن الظن بالعامة واتباع شيء من طريقتهم المختصة بهم
12. في وجوب جهاد النفس والكفر والابتداع والفسق.[13]

## وصلات خارجية
- تحميل الكتاب